# Sumpklöver
Sumpklöver (Trifolium michelianum) är en ärtväxtart som beskrevs av Gaetano Savi. Enligt Catalogue of Life ingår Sumpklöver i släktet klövrar och familjen ärtväxter, men enligt Dyntaxa är tillhörigheten istället släktet klövrar och familjen ärtväxter. Arten förekommer tillfälligt i Sverige, men reproducerar sig inte.

## Underarter
Arten delas in i följande underarter:
- T. m. balansae
- T. m. michelianum